# 坦斯威爾 (印地安納州)
坦斯威爾（英語：Taswell）是位於美國印地安納州克勞福德縣的一個非建制地區。該地的面積和人口皆未知。

## 地理
坦斯威爾的座標為38°20′03″N 86°33′40″W / 38.33417°N 86.56111°W，而該地的平均海拔高度為237米（即778英尺）。